# Junta de Fàbriques de Catalunya
La Junta de Fàbriques de Catalunya fou el nom que adoptà des del 1847 l'antiga Comissió de Fàbriques de Filats, Teixits i Estampats de Cotó, que fou el nom que adoptà el 1821 l'antic Cos de Fàbriques de Teixits i Filats de Cotó, dirigit fins aleshores per Erasme de Janer i de Gònima i en el qual col·laboraren Bonaventura Carles Aribau, Eudald Jaumeandreu i Triter i Pascual Madoz. Amb aquest nou nom volia aplegar tots els sectors industrials de Catalunya, no sols el tèxtil, sinó també la construcció i la metal·lúrgia.
Fou nomenat president de la Junta l'industrial Joan Güell i Ferrer. Per tal de promoure l'adopció d'una política econòmica proteccionista el 1848 va fundar l'Institut Industrial de Catalunya. Ambdues institucions van promoure una candidatura conjunta de moderats i progressistes a les eleccions a Corts Espanyoles de 1850 per tal que defensés els interessos industrials, però el seu triomf provocà que fos clausurada pel govern espanyol. El 1851 va reprendre les activitats però des del 1854 va entrar en declivi. Va mantenir les seves activitats fins que fou dissolta el 1861 arran de la creació de les Juntes Provincials d'Agricultura, Indústria i Comerç.